# Dicranomyia (Caenolimonia) distantia
Dicranomyia (Caenolimonia) distantia is een tweevleugelige uit de familie steltmuggen (Limoniidae). De soort komt voor in het Neotropisch gebied.